# Limajyo
Limajyo är en ort i Mexiko.   Den ligger i kommunen Tamazunchale och delstaten San Luis Potosí, i den sydöstra delen av landet, 200 km norr om huvudstaden Mexico City. Limajyo ligger 224 meter över havet och antalet invånare är 204.
Terrängen runt Limajyo är kuperad åt sydväst, men åt nordost är den platt. Runt Limajyo är det ganska tätbefolkat, med 86 invånare per kvadratkilometer. Närmaste större samhälle är Tamazunchale, 9,8 km nordväst om Limajyo. I omgivningarna runt Limajyo växer huvudsakligen savannskog.